# Trevor Linden
Trevor John Linden (ur. 11 kwietnia 1970 w Medicine Hat w prowincji Alberta) – były kanadyjski hokeista, reprezentant Kanady, olimpijczyk. Działacz hokejowy.

## Kariera klubowa
- Medicine Hat Tigers (1985-1988)
- Vancouver Canucks (1988-1998)
- New York Islanders (1998-1999)
- Montreal Canadiens (1989-2001)
- Washington Capitals (2001)
- Vancouver Canucks (2001-2008)

Początkowo przez trzy sezony występował w rozgrywkach WHL w ramach CHL, dwukrotnie zdobywając mistrzostwo obu lig. W drafcie NHL z 1988 został wybrany przez Vancouver Canucks z numerem drugim. W barwach tego klubu grał w lidze NHL pierwotnie przez 10 lat od 1988 do 1998. Następnie grał w trzech innych zespołach i od 2001 ponownie przez sześć sezonów grał w Vancouver Canucks, po czym w 2008 zakończył karierę zawodniczą. Łącznie w NHL rozegrał 19 sezonów, w tym 16 w Vancouver. W tym czasie zagrał w 1506 spotkaniach, w których uzyskał 966 punktów za 409 goli i 557 asyst. Był wieloletnim kapitanem i asystentem kapitana drużyny Canucks.

## Kariera reprezentacyjna
Jest reprezentantem Kanady. Występował w kadrze juniorskiej kraju na mistrzostwach świata do lat 20 w 1988. W kadrze seniorskiej uczestniczył w turniejach mistrzostw świata 1991, 1998, Pucharu Świata 1996 oraz na zimowych igrzyskach olimpijskich 1998.

## Inna działalność i życie prywatne
- Jego brat Jamie (ur. 1972) także był hokeistą[1].
- W 1995 poślubił Cristinę Giusti. W 2004 przyjął chrzest rzymskokatolicki[2].
- Od 1990 był przedstawicielem graczy w stowarzyszeniu graczy NHL (NHLPA). W latach 1998–2006 był prezydentem tego związku.
- Jest znany z działalności charytatywnej na rzecz szpitala dla dzieci BC Children's Hospital[3].

## Sukcesy

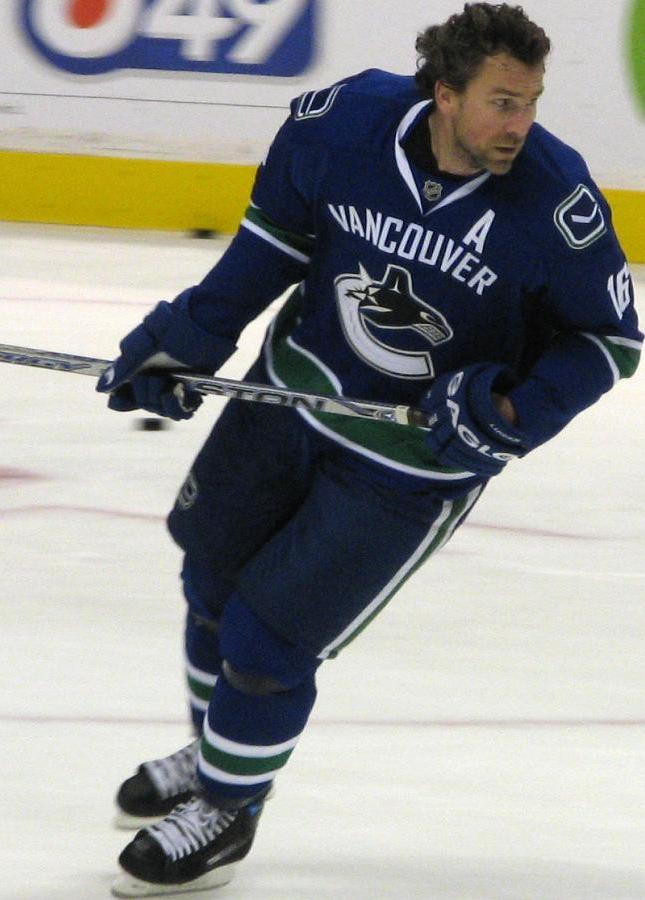
Trevor Linden w barwach Vancouver Canucks

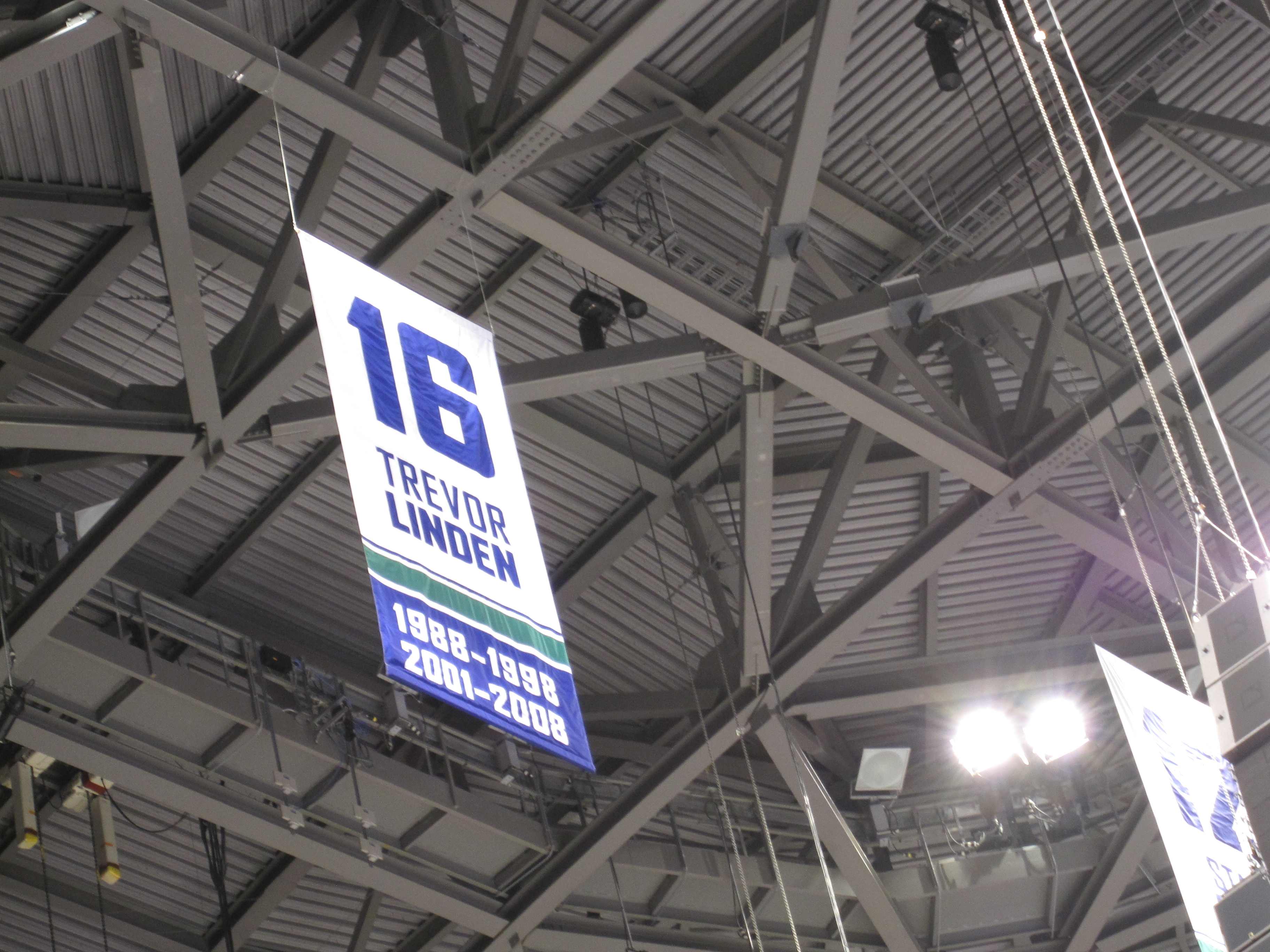
Zastrzeżony numer 16 Trevora Lindena w hali Vancouver Canucks

Reprezentacyjne
- Złoty medal mistrzostw świata juniorów do lat 20: 1988
- Srebrny medal mistrzostw świata: 1991
- Srebrny medal Pucharu Świata: 1996

Klubowe
- Ed Chynoweth Cup - mistrzostwo WHL: 1987, 1988 z Medicine Hat Tigers
- Memorial Cup - mistrzostwo CHL: 1987, 1988 z Medicine Hat Tigers
- Mistrz dywizji NHL: 1992, 1993, 2004 z Vancouver Canucks
- Mistrz konferencji NHL: 1994 z Vancouver Canucks
- Clarence S. Campbell Bowl: 1994 z Vancouver Canucks
- Finał Pucharu Stanleya: 1994 z Vancouver Canucks

Indywidualne
- Sezon WHL i CHL 1987/1988:
  - Drugi skład gwiazd WHL (Wschód)
  - Skład gwiazd turnieju Memorial Cup
- Sezon NHL (1988/1989):
  - NHL All-Rookie Team
- Sezon NHL (1990/1991):
  - NHL All-Star Game
- Sezon NHL (1991/1992):
  - NHL All-Star Game
- Sezon NHL (1996/1997):
  - King Clancy Memorial Trophy
- Sezon NHL (2007/2008):
  - NHL Foundation Player Award - nagroda dla zawodnika działającego charytatywnie

Wyróżnienia i odznaczenia
- Jego numer 16 został zastrzeżony przez klub Vancouver Canucks: 2008
- Galeria Sławy prowincji Kolumbia Brytyjska: 2010
- Order Kanady: 2010